# Jörgen Pettersson (Eishockeyspieler)
Jörgen Pettersson (* 11. Juli 1956 in Göteborg) ist ein ehemaliger schwedischer Eishockeyspieler, der in seiner aktiven Zeit von 1973 bis 1991 unter anderem für die St. Louis Blues, Hartford Whalers und Washington Capitals in der National Hockey League gespielt hat.         

## Karriere
Jörgen Pettersson begann seine Karriere als Eishockeyspieler in seiner Heimatstadt bei Västra Frölunda, für dessen Profimannschaft er von 1973 bis 1980 aktiv war – zunächst in der Division 1 und ab der Saison 1975/76 in der neu gegründeten Elitserien. In der Saison 1979/80 wurde der Flügelspieler Vizemeister mit seiner Mannschaft und scheiterte mit Västra Frölunda erst im Playoff-Finale in der Best-of-Five-Serie mit 2:3 Siegen an Brynäs IF. Am 8. Mai 1980 unterschrieb er einen Vertrag als Free Agent bei den St. Louis Blues, bei denen er von 1980 bis 1985 Stammspieler in der National Hockey League war. In diesem Zeitraum gehörte er zudem stets zu den besten Punktesammlern seiner Mannschaft. 
Die Saison 1985/86 begann Pettersson bei den Hartford Whalers in der NHL, wechselte jedoch bereits im Dezember 1985 zu dessen Ligarivalen Washington Capitals. Zwar konnte er auch bei den Capitals überzeugen und in insgesamt 55 Spielen neun Tore erzielen und 18 Vorlagen geben, jedoch entschied sich der Linksschütze zur Rückkehr zu seinem Heimatverein Västra Frölunda, der in der Zwischenzeit in die mittlerweile zweitklassige Division 1 abgestiegen war. In der Saison 1988/89 gelang ihm mit Västra Frölunda der Wiederaufstieg in die Elitserien, in der er ein weiteres Jahr für den Verein auf dem Eis stand. Auch die Saison 1990/91 begann der ehemalige Nationalspieler bei Västra Frölunda in der Elitserien, entschied sich jedoch bereits nach nur einem Spiel zu einem Wechsel zum Zweitligisten Hanhals IF, bei dem er am Saisonende im Alter von 35 Jahren seine Karriere beendete. 
Ihm zu Ehren vergibt der Frölunda HC seine Trikotnummer 19 nicht mehr. 

### International
Für Schweden nahm Pettersson im Juniorenbereich an der U19-Junioren-Europameisterschaft 1975 sowie der U20-Junioren-Weltmeisterschaft 1976 teil. Bei der U19-EM 1975 gewann er mit seiner Mannschaft die Bronzemedaille. Im Seniorenbereich stand er 1981 im Aufgebot seines Landes beim Canada Cup sowie bei der Weltmeisterschaft 1983.

## Erfolge und Auszeichnungen
- 1975 Bronzemedaille bei der U19-Junioren-Europameisterschaft
- 1980 Schwedischer Vizemeister mit Västra Frölunda
- 1989 Aufstieg in die Elitserien mit Västra Frölunda